# Хорбен
Хорбен (нем. Horben) — община в Германии, в земле Баден-Вюртемберг. 
Подчиняется административному округу Фрайбург. Входит в состав района Брайсгау — Верхний Шварцвальд.  Население составляет 1100 человек (на 31 декабря 2010 года). Занимает площадь 8,75 км².